# Wasilij Bykow (2017)
Wasilij Bykow – rosyjski pełnomorski okręt patrolowy (korweta) o wyporności 1800 ton, pierwsza jednostka projektu 22160, zbudowanego z myślą o obniżeniu stopnia jego wykrywalności.
Stępkę pod budowę okrętu położono w stoczni w Zielenodolsku (Tatarstan) 26 lutego 2014, zwodowano go 28 sierpnia 2017, państwowe próby morskie na Morzu Czarnym rozpoczęły się w listopadzie 2018 roku, do służby wszedł 20 grudnia 2018.
Okręt ma wyporność 1800 ton. Na wyposażenie bojowe okrętu składa się system pocisków ziemia-powietrze 9K38 Igła, armata AK-176MA-01, dwa ciężkie karabiny maszynowe kal. 14,5 mm i granatnik DP-65. Dysponuje hangarem i lądowiskiem dla śmigłowca Ka-27PS, dwoma dronami oraz łodzią szturmową i motorówką.

## Służba
Okręt wszedł do służby we Flocie Czarnomorskiej.
Latem 2020 roku „Wasilij Bykow” wyszedł w rejs na północ Europy i 3 sierpnia 2020 roku został sfotografowany u wybrzeży Szkocji. 12 sierpnia 2020 roku przybył do bazy Floty Północnej w Biełomorsku, przechodząc z Morza Bałtyckiego przez Kanał Białomorsko-Bałtycki.
Na początku inwazji Rosji na Ukrainę, wraz z krążownikiem rakietowym „Moskwa”, wziął udział w ataku na Wyspę Wężową.
Kilka dni później wziął udział w blokadzie portu w Odessie. Został tam sprowokowany przez ukraińskie łodzie patrolowe, które zaatakował (jedną zatopił) i dał się przy tym wciągnąć w pułapkę: znalazł się w zasięgu ukraińskiej samobieżnej gąsienicowej artylerii rakietowej BM-21 Grad. Pojawiły się doniesienia, że został trafiony i według źródeł ukraińskich (powołujących się na szefa Instytutu strategicznych badań czarnomorskich Andrieja Klimienkę) po pożarze zatonął 7 marca 2022 (według tych źródeł byłby to prawdopodobnie pierwszy taki przypadek w historii, kiedy artyleria tego rodzaju zatopiła okręt wojenny).
Dyrektor oddziału Instytutu Krajów WNP w Sewastopolu, rosyjski kapitan I stopnia rezerwy S. Gorbaczow jednak tym doniesieniom zaprzeczył twierdząc, że okręt wrócił nienaruszony do jednej z baz na Krymie, natomiast Ministerstwo Obrony Federacji Rosyjskiej nie wydało żadnych oświadczeń w tej sprawie. Z kolei oficjalne źródła ukraińskie także nie potwierdziły, że okręt został zatopiony. Dziewięć dni później, 16.03.2022, portal „The War Zone” opublikował zilustrowaną filmem informację, że być może „Wasilij Bykow” rzeczywiście powrócił do bazy w Sewastopolu bez żadnych widocznych uszkodzeń, natomiast doniesienia i fotografie pochodzące ze źródeł ukraińskich dotyczyć mogły innej jednostki znajdującej się 7 marca w rejonie Odessy.